# Cryptolepis socotrana
Cryptolepis socotrana är en oleanderväxtart som först beskrevs av I. B. Balf., och fick sitt nu gällande namn av Venter. Cryptolepis socotrana ingår i släktet Cryptolepis och familjen oleanderväxter. Inga underarter finns listade i Catalogue of Life.